# Oraovac (Donji Lapac)
Oraovac falu Horvátországban, Lika-Zengg megyében. Közigazgatásilag Donji Lapachoz tartozik.

## Fekvése
Korenicától légvonalban 30 km-re, közúton 41 km-re délkeletre, községközpontjától légvonalban 3 km-re, közúton 5 km-re délnyugatra, Lika keleti részén, a Plješivica-hegység lábánál fekszik.

## Története
1809-ben a törökök támadásuk során felégették a települést.
1857-ben 698, 1910-ben 635 lakosa volt. Lika-Korbava vármegye Donji Lapaci járásához tartozott. A trianoni békeszerződést követően előbb a Szerb-Horvát-Szlovén Királyság, majd Jugoszlávia része lett. 1991-ben lakosságának 97 százaléka szerb nemzetiségű volt. A falunak 2011-ben 175 lakosa volt.

## Lakosság
| Lakosság változása | Lakosság változása | Lakosság változása | Lakosság változása | Lakosság változása | Lakosság változása | Lakosság változása | Lakosság változása | Lakosság változása | Lakosság változása | Lakosság változása | Lakosság változása | Lakosság változása | Lakosság változása | Lakosság változása | Lakosság változása |
| ------------------ | ------------------ | ------------------ | ------------------ | ------------------ | ------------------ | ------------------ | ------------------ | ------------------ | ------------------ | ------------------ | ------------------ | ------------------ | ------------------ | ------------------ | ------------------ |
| 1857               | 1869               | 1880               | 1890               | 1900               | 1910               | 1921               | 1931               | 1948               | 1953               | 1961               | 1971               | 1981               | 1991               | 2001               | 2011               |
| 698                | 793                | 635                | 734                | 691                | 635                | 621                | 592                | 436                | 408                | 410                | 363                | 325                | 303                | 206                | 175                |